# Belle Rose
Belle Rose é uma Região censo-designada localizada no estado americano de Luisiana, na Paróquia de Assumption.

## Demografia
Segundo o censo americano de 2000, a sua população era de 1944 habitantes.

## Geografia
De acordo com o United States Census Bureau tem uma área de 
13,9 km², dos quais 13,9 km² cobertos por terra e 0,0 km² cobertos por água. Belle Rose localiza-se a aproximadamente 4 m acima do nível do mar.

## Localidades na vizinhança
O diagrama seguinte representa as localidades num raio de 20 km ao redor de Belle Rose. 